# Wenche Foss
Eva Wenche Steenfeldt-Foss Stang (5 de diciembre de 1917-28 de marzo de 2011), más conocida como Wenche Foss, fue una actriz noruega de cine y televisión.

## Vida personal
Wenche Foss es hija del ingeniero Christian August Steenfeldt-Foss (1878–1960) y Alfhild Røren. 
Su primer matrimonio era fue con el ingeniero y productor de cine Alf Scott-Hansen (1903–1961), pero se acabaron divorciando. Su hijo Fabian Stang fue alcalde de Oslo de 2007 a 2015.

## Filmografía seleccionada
- 1940: Tørres Snørtevold
- 1942: En herre med bart
- 1942: Jeg drepte-!
- 1942: The Dangerous Game
- 1945: Rikard Nordraak
- 1946: Et spøkelse forelsker seg
- 1948: Trollfossen
- 1951: Kranes konditori
- 1952: Det kunne vært deg
- 1953: Ung frue forsvunnet
- 1959: Støv på hjernen
- 1959: Herren og hans tjenere
- 1962: Tonny
- 1963: Om Tilla
- 1974: Bør Børson Jr.
- 1975: Flåklypa Grand Prix
- 1980: Liv og død
- 1982: Victoria L
- 2006: En udødelig mann